# Maoteri
El maoteri (Maotherium) és un gènere extint de mamífers prototeris descobert en jaciments del Cretaci superior a la província de Liaoning, Xina, en el 2003.
Pertany a l'extint grup de mamífers mesozoics anomenats simetrodonts. Poc se sap sobre aquest grup; els simetrodonts tenien diverses semblances, especialment en les seves dents, que tenen la cúspides alta, però amb dents molars simples amb una disposició triangular. El seu nom significa 'bèstia peluda' (de 毛, Máo, 'pèl' en xinès, i therium, 'bèstia' en grec), pel fet que un dels fòssils trobats (Maotherium sinensis) preserva àdhuc les impressions de la pell, com ha ocorregut amb els mamífers Eomaia i Sinodelphys.
Una espècie descrita en el 2009, Maotherium asiaticus és una baula clau en l'evolució de l'orella mitjana dels mamífers. En els mamífers moderns, el cartílag de Meckel apareix durant la joventut però desapareix abans de l'edat adulta. En Maotherium asiaticus aquest cartílag no solament romania tota la vida, sinó que s'incrustava en l'os. Aquest esdeveniment evolutiu pot ser un exemple d'heterocronia, un canvi en la sincronització del desenvolupament de l'individu.
Maotherium asiaticus tenia dents especialitzades per devorar insectes i cucs. Vivia en el sòl, posseïa un cos de prop de 15 centímetres de longitud, i s'estima que pesava entre 70 i 80 grams.